# Koliba
Koliba je naziv za relativno malu ili tehnički jednostavnu građevinu nastambu ili kuću. Koliba može biti primjerice i radionica ili prostor u kojem se obrađuju i pohranjuju poljoprivredni proizvodi ili drugi predmeti. Riječ je o kući bez dimnjaka s otvorenim kaminom, iz kojeg se dimi izravno između dvije grede krova.